# Pyrohiv
Pyrohiv (ucraniano: Пирогі́в), también conocido como Pirogov (ruso: Пирого́в), originalmente un pueblo del sur de Kiev, es actualmente un barrio en las afueras del sector sur de la ciudad capital ucraniana. Es ahora en casa a un Museo al aire libre de Arquitectura Popular y Etnografía de Ucrania.
A pesar de que el origen del topónimo es incierto, pyrohiv es genitivo de la forma plural de la palabra ucraniana para pastel.

## Ubicación
La evidencia arqueológica confirma que el territorio de Pyrohiv ha tenido asentamientos en el período de la Edad de Bronce. El asentamiento de Pyrohivka fue por primera vez mencionado en 1627, como dominio feudal del Monasterio de las Cuevas de Kiev. Los registros de 1720 mencionan el pueblo de Pyrozhov. El territorio estaba incluido dentro de las lomites administrativos de Kiev en 1957.
Dos calles modernas ahora forman parte de la carretera histórica Ruta de Pyrohiv (Pyrohivs'kyi Shlyah): el Stolychne Shose (Autopista Principal) y la Calle Novopyrohivska (Calle Nueva Pyrohiv).

## Museo

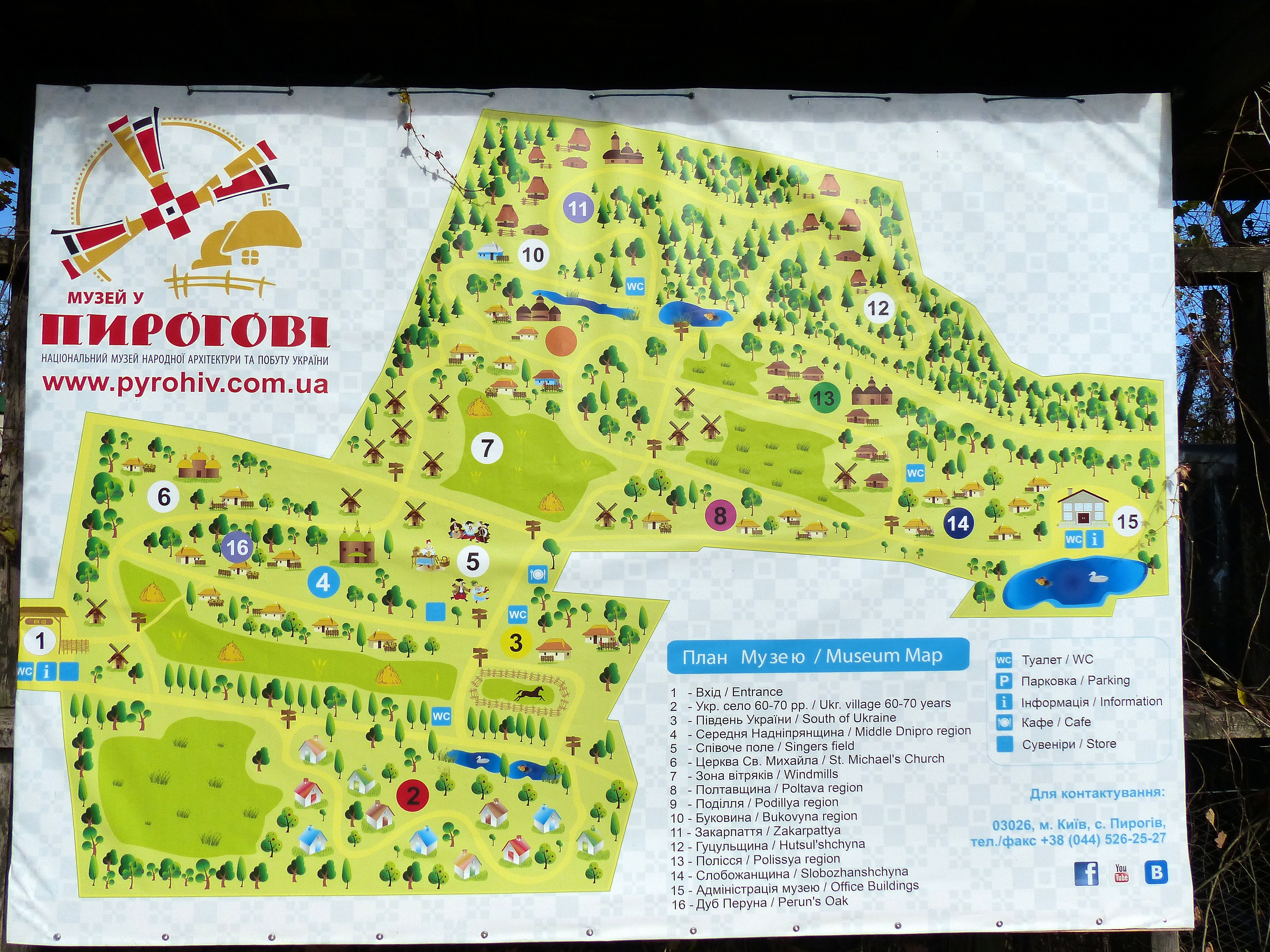
Diagrama del Museo de Arquitectura Popular y Etnografía de Ucrania

El territorio histórico de Pyrohiv ahora sirve como la ubicación del Museo al aire libre de Arquitectura Popular y Etnografía de Ucrania de un terreno de 1.5 kilómetros cuadrados (370-acre). Fundado en 1969, el museo contiene sobre 300 piezas de la arquitectura popular traídas aquí de todas las partes de Ucrania y cuidadosamente reensambladas. La pintoresca colina con varios molinos de viento es la pieza central del museo y el terreno completo del museo está dividido en sectores, cada uno representando la arquitectura popular y vida de una región ucraniana concreta. 
La iglesia más antigua en Pyrohiv, es Naddnipryanska, fue construida en 1742. En el museo también se pueden encontrar más de 40.000 elementos de casa y de la cultura tradicional como trajes, antiguos textiles, bordados, alfombras, cerámica, manualidades de metal, trabajos en madera y vidrio así como instrumentos musicales, pinturas y utensilios domésticos.
Más común casas, construcciones de pequeñas tiendas comerciales, comercio y administración local, y antiguas iglesias de pueblos hechas en madera que contienen elementos auténticos que representan el estilo de vida diario de pobladores ucranianos y folklore de poblados. Voluntarios locales y artesanos ucranianos modernos que venden sus utensilios, vestidos en ropa al estilo antiguo y demuestran el uso de elementos auténticos de uso diario a los visitantes.
Uno de las características distintivas principales del museo son sus representaciones teatrales y celebraciones de aire libre durante el período de feriados y vacaciones. También en Pyrohiv a menudo se puede conocer a trabajadores del museo y visitantes quienes se visten en trajes nacionales, así como quienes están participando en los oficios antiguos como tejido, moldura y otros. Durante el otoño y en vacaciones de verano se muestran oficios tradicionales. Herreros, ceramistas, tejedores y otros maestros muestran aquí sus oficios al público y crean obras de arte frente a los visitantes.
El museo de Pyrohiv tiene el estatus de Museo Estatal de Ucrania y está afiliado con el Instituto de Artes, Folclore y Etnología de la Academia Nacional de Ciencia de Ucrania.
Para llegar al museo desde la estación del tren subterráneo Demiivska se debe tomar el trolley-bus №11 o desde las estaciones del tren subterráneo Demiivska o Golosiivska el minibus taxi №172 y 156.
Las horas de apertura del museo son de 10 a. m. a 5 p. m. Hay excursiones guiadas para turistas en inglés, ucraniano, ruso y alemán.

## Actividades
Algunas iglesias ortodoxas al interior del Museo son utilizadas en celebraciones religiosas, como la Navidad ortodoxa durante los primeros días de enero la cual se rige por el calendario juliano, en esta ocasión los fieles visten trajes tradicionales.
El festival de cometas tiene lugar en Pyrohiv los primeros días del mes de junio.
Otra de las actividades es el festival de música étnica llamada "Tierra de los Sueños" o "Krainia Mriy" (Країна мрій, en ucraniano) que se desarrolla cada año a fines del mes de junio y atrae a miles de visitantes para escuchar instrumentos tradicionales ucranianos, degustar comida típica, venta de artesanía, o participar de los talleres de literatura, entre otros.

## Controversias recientes

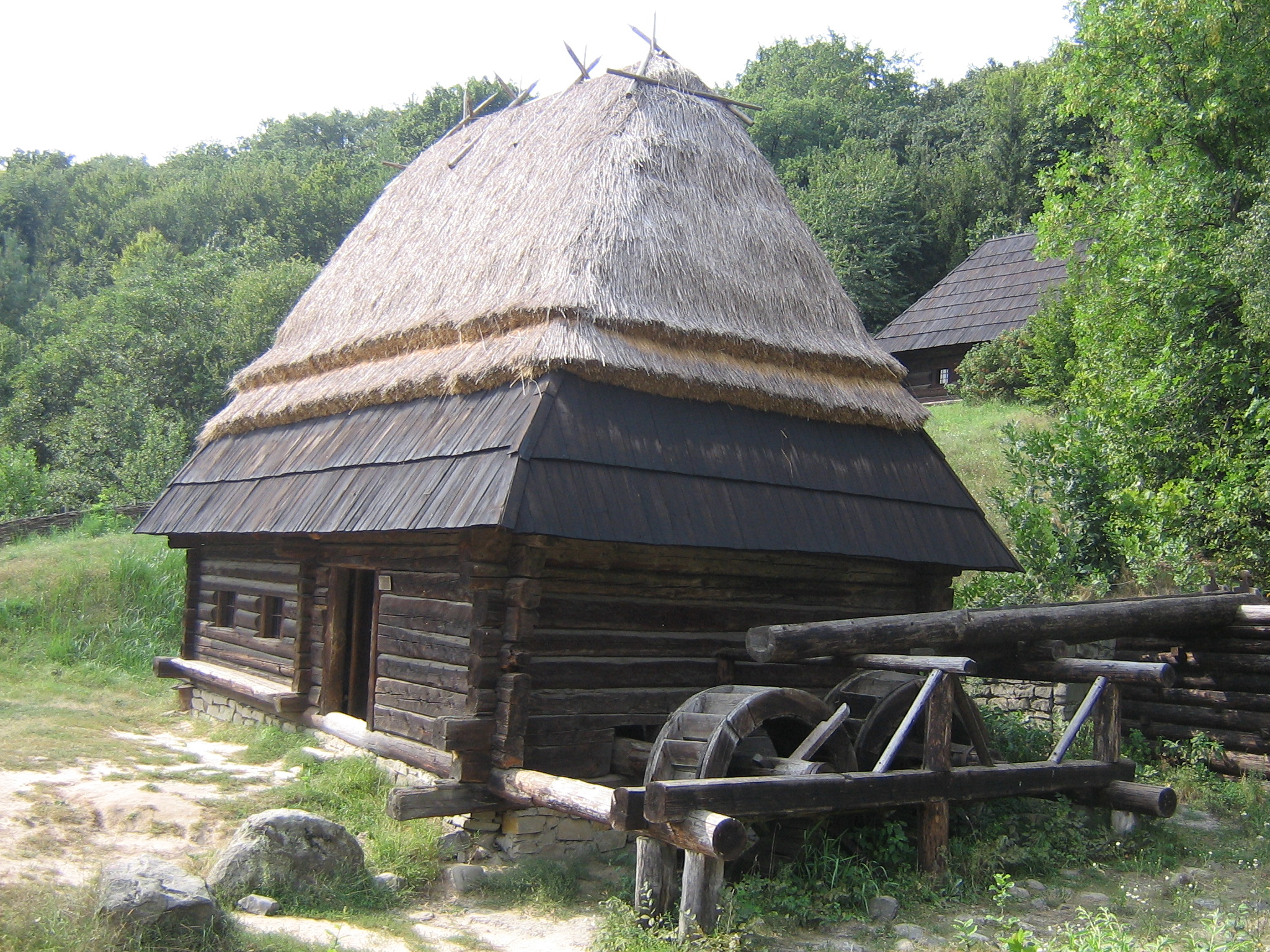
Seguridad contra incendios es una preocupación debido a que la mayoría de las estructuras son de madera y muchas casas tienen techos de paja.

En años recientes, muchos de los edificios de madera del museo han sufrido daños por incendios. El más reciente incendio fue el 15 de septiembre de 2006, cuando el fuego destruyó completamente una casa y seriamente averió a otras dos. Según ambos Director de Instituto Hanna Skrypnyk y el Ministerio ucraniano de Emergencias, el fuego fue el resultado de arson, puesto para cubrir de robos de una valiosa colección cassoni del siglo XVIII, la cual estaba exhibida en el edificio quemado. Skrypnyk notó que en tiempo soviético el museo tenía designado un grupo de seguridad y una compañía de bomberos, los cuales fueron disueltos después del derrumbamiento soviético a causa de negligencia para financiarla por parte del gobierno ucraniano.
El uso de tierra en la proximidad del museo ha sido el centro del escándalo cuando las autoridades locales aprobaron varios proyectos de construcción comerciales, incluyendo un lujoso complejo de diversión para altos ingresos y una estación de la gasolina. El trabajo de construcción para el primero está ahora detenido debido al ultraje público, pero el trabajo de construcción de la estación de gasolina cerca la entrada del museo ya ha comenzado.

## Galería de imágenes

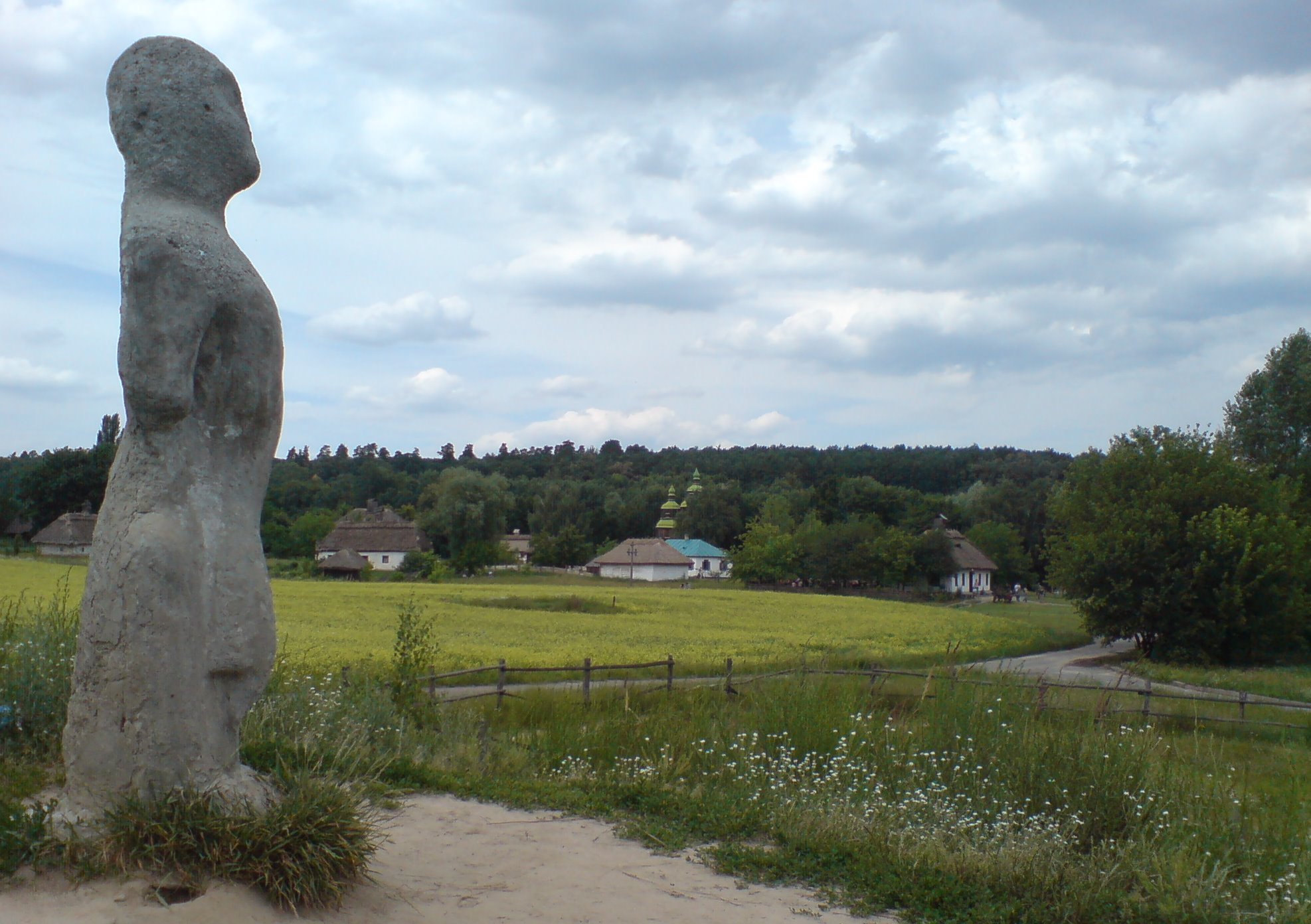
Ídolo de piedra
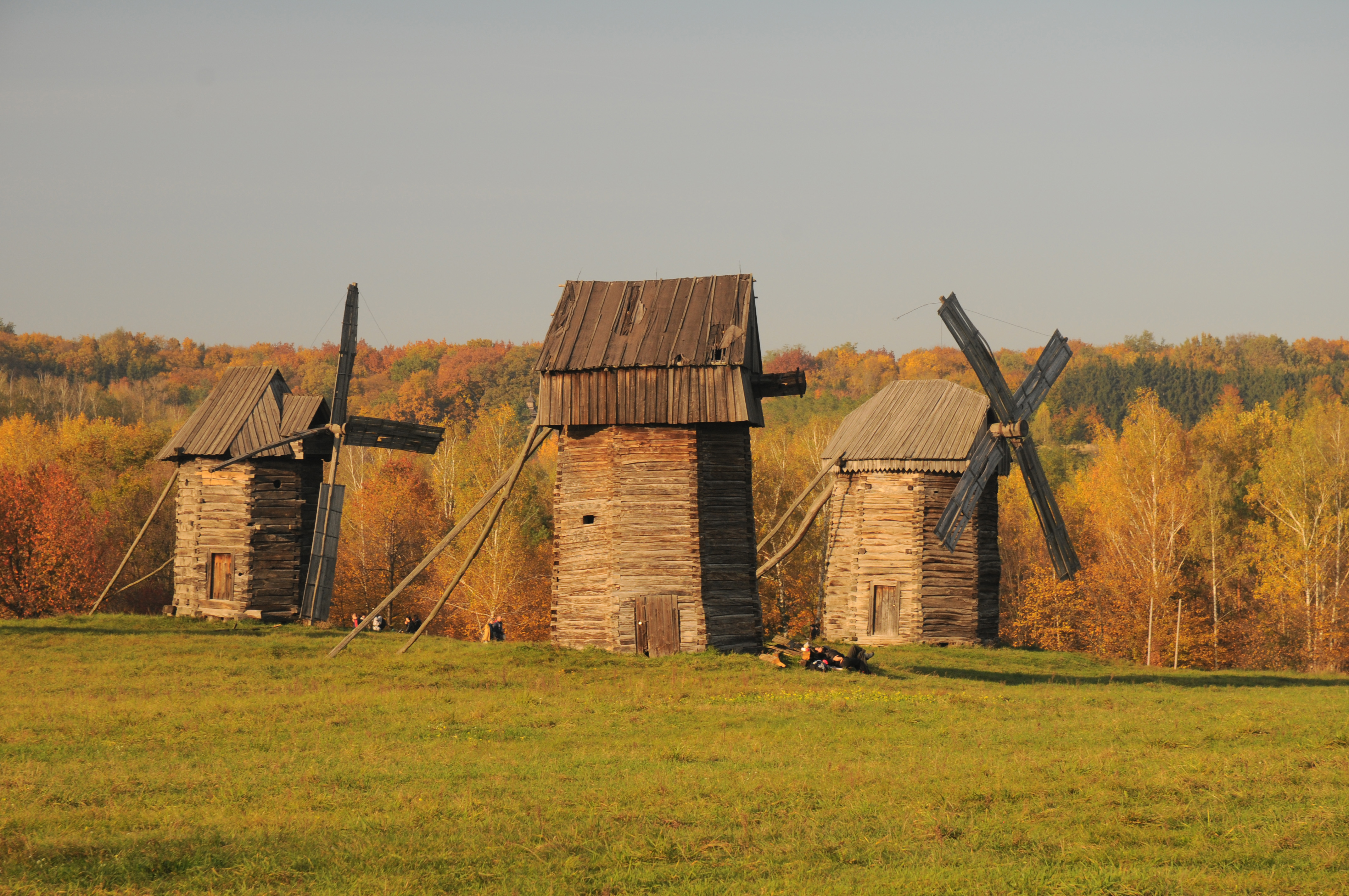
Molinos de Viento
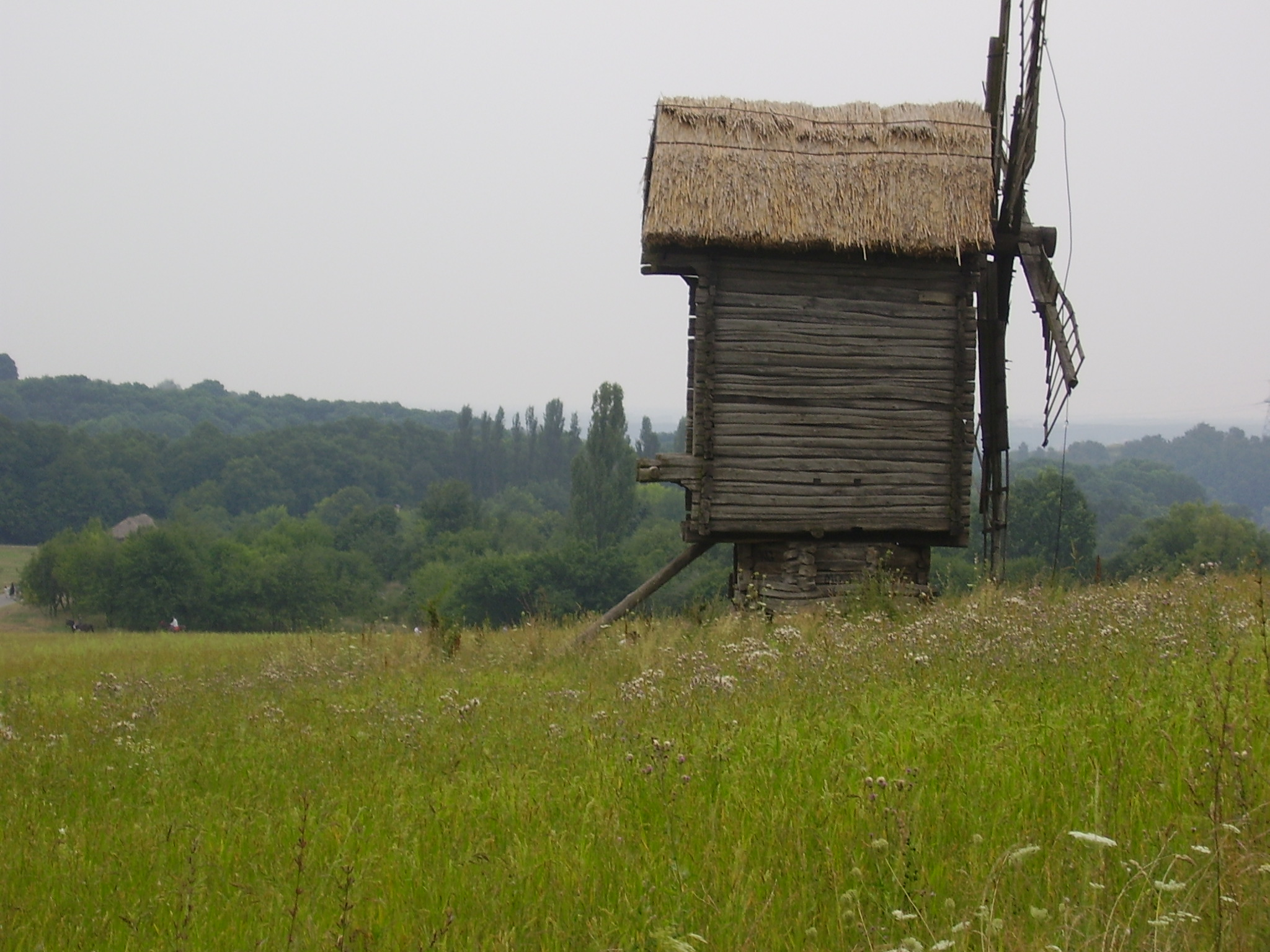
El molino de viento
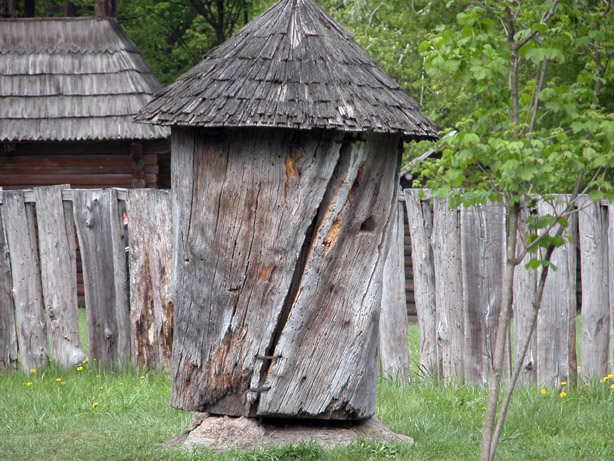
La colmena
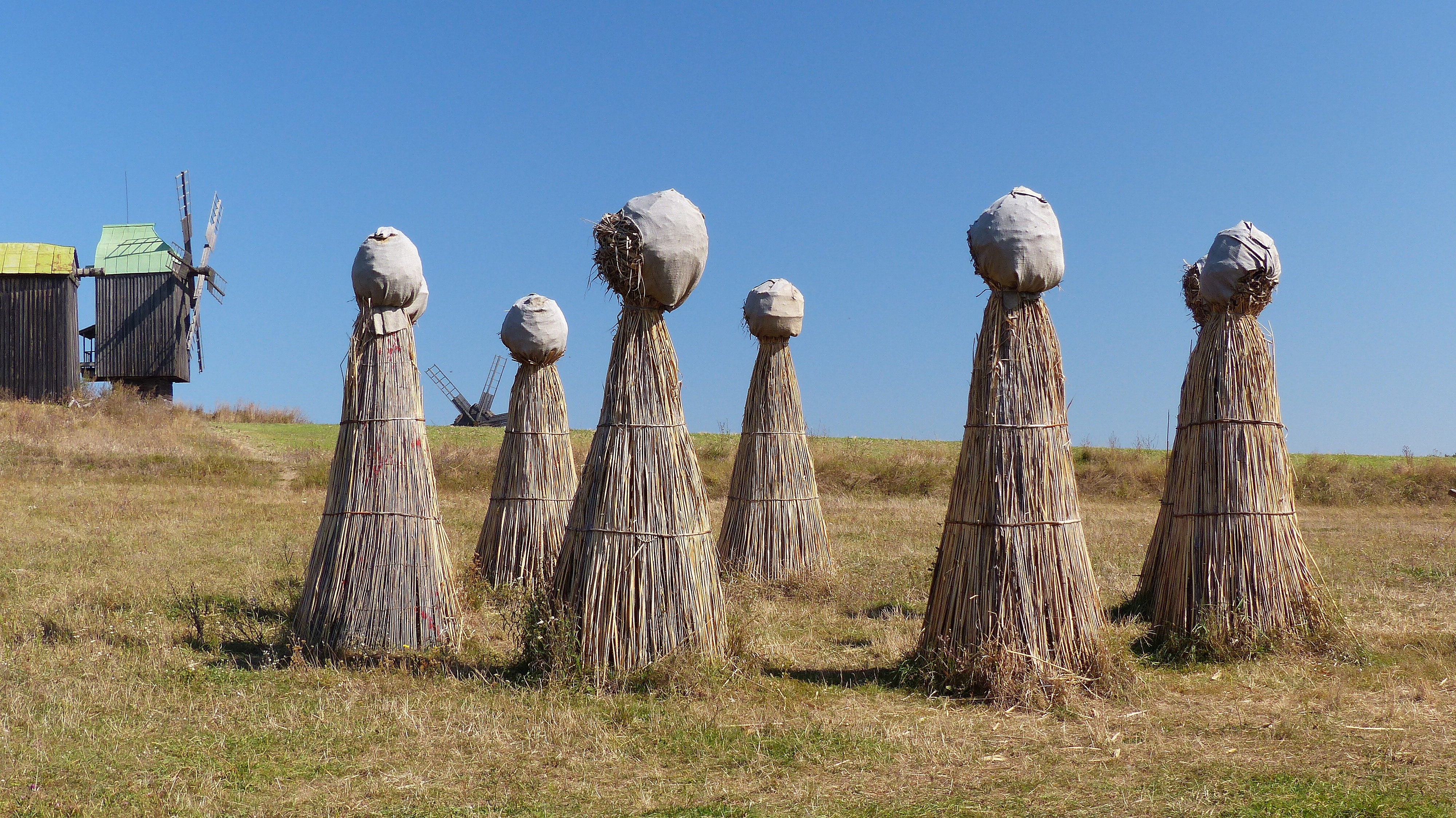
Pajar tradicional
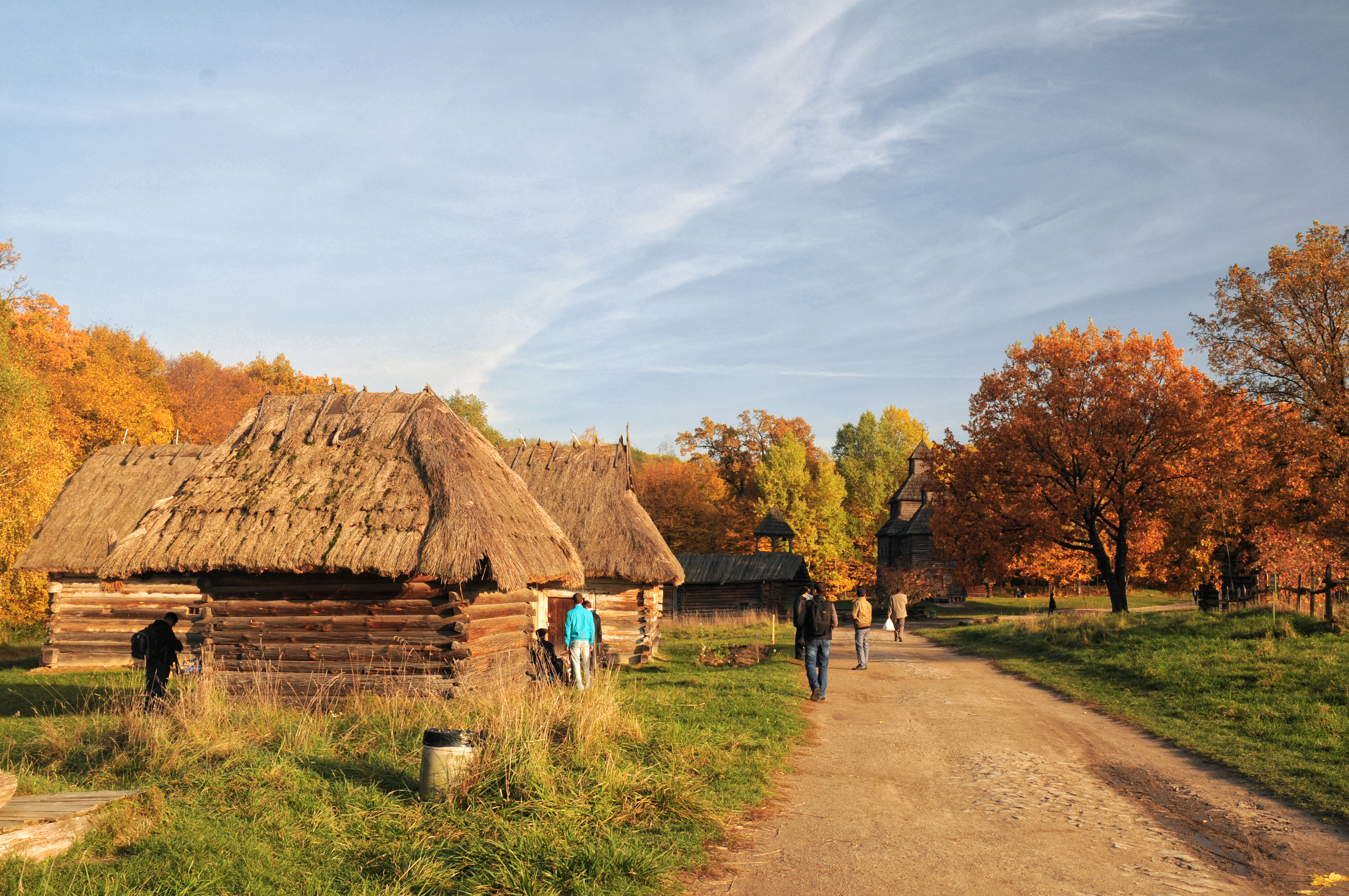
Paisaje de otoño en Pyrogiv
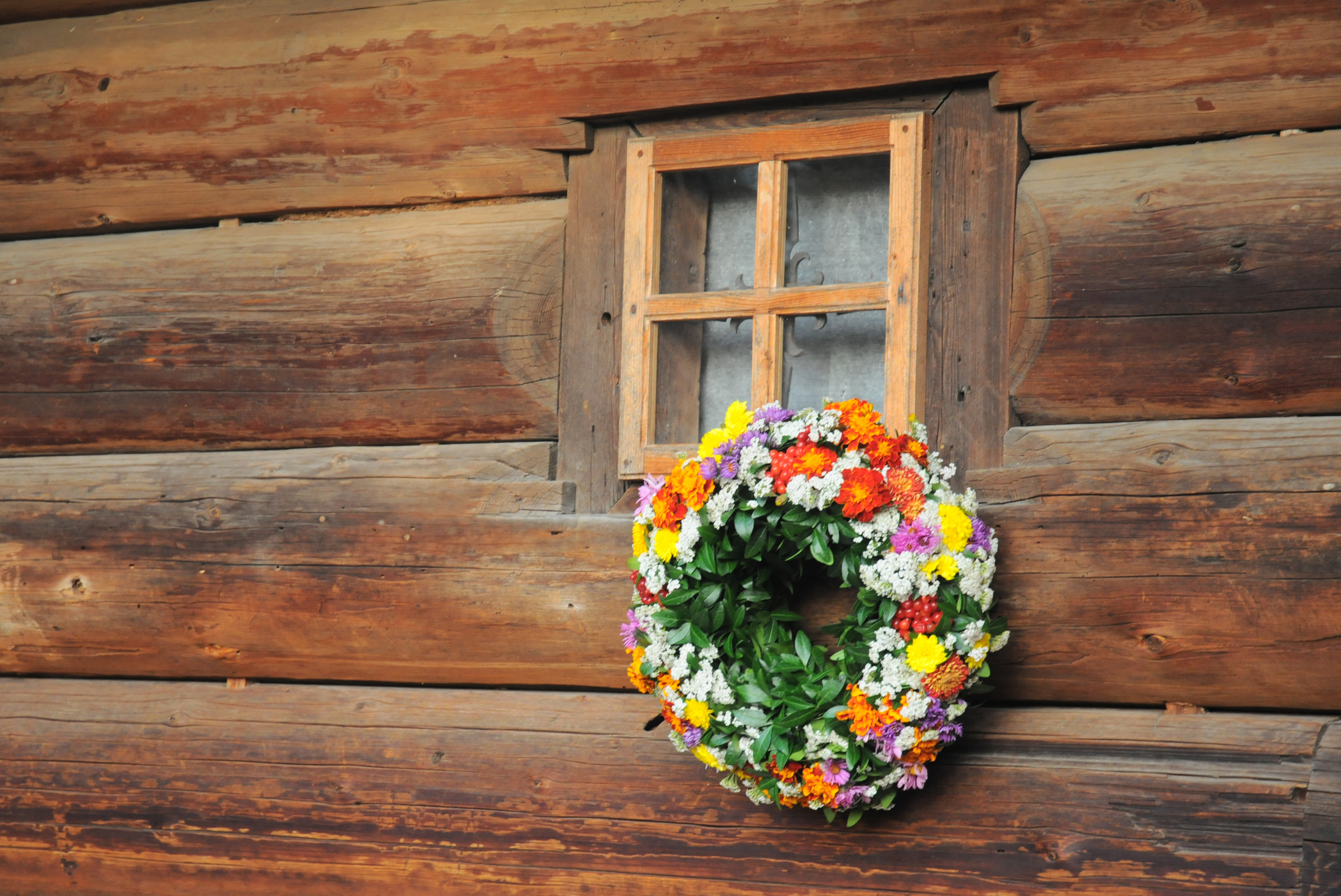
Adorno floral
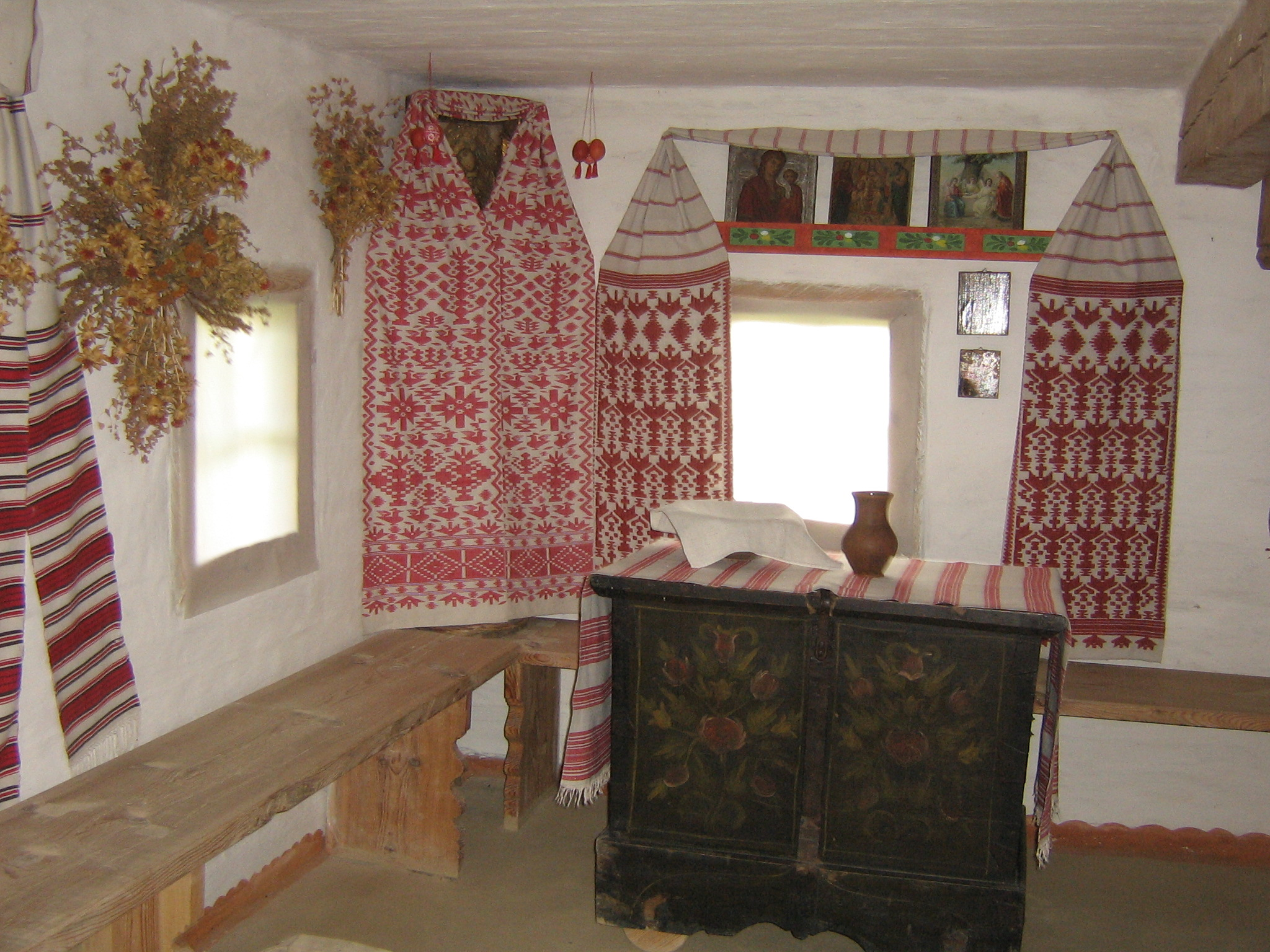
Muestra de tejidos tradicionales
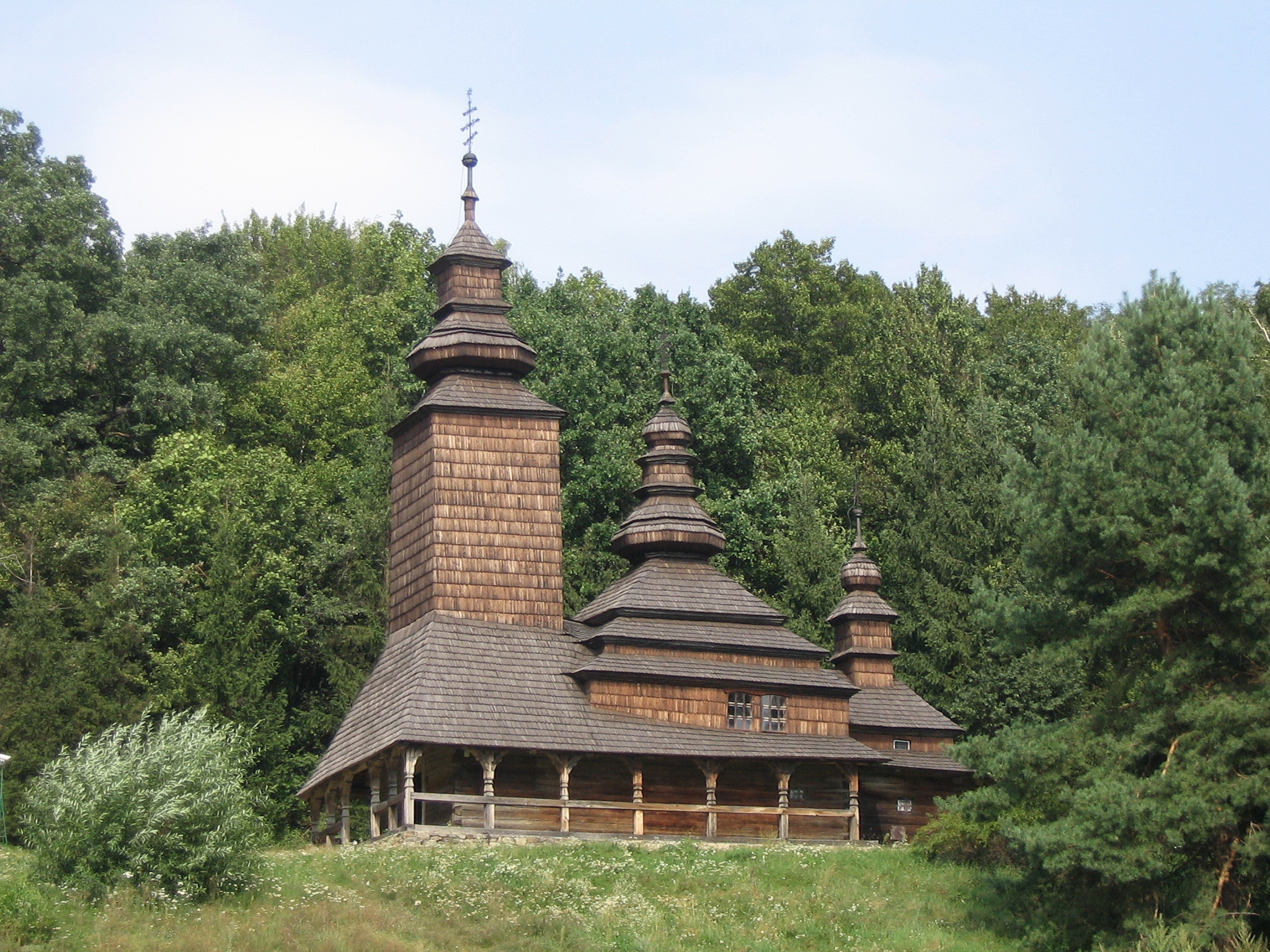
Iglesia de Kanora
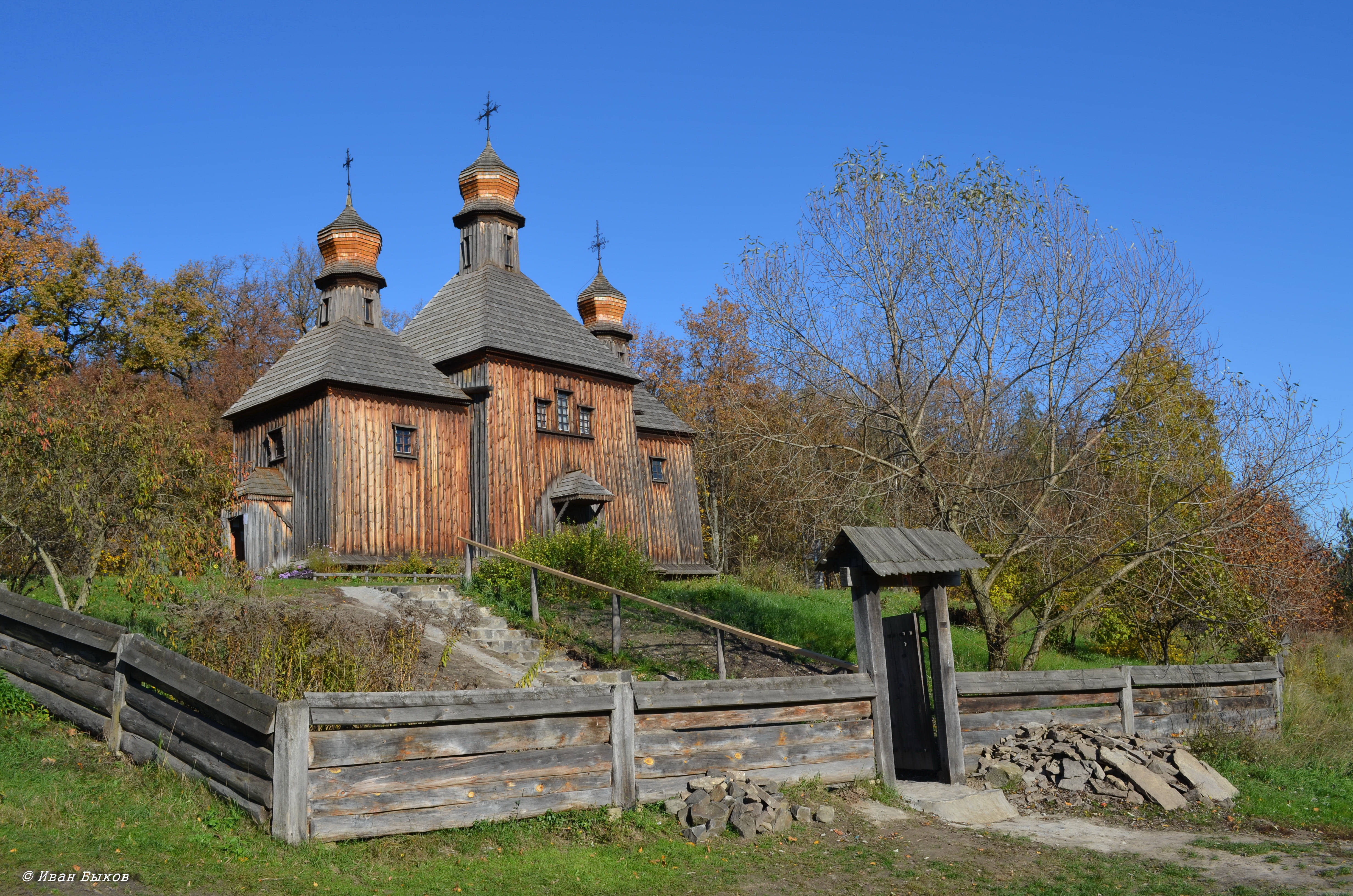
Iglesia San Miguel Arcángel de Dorohynka
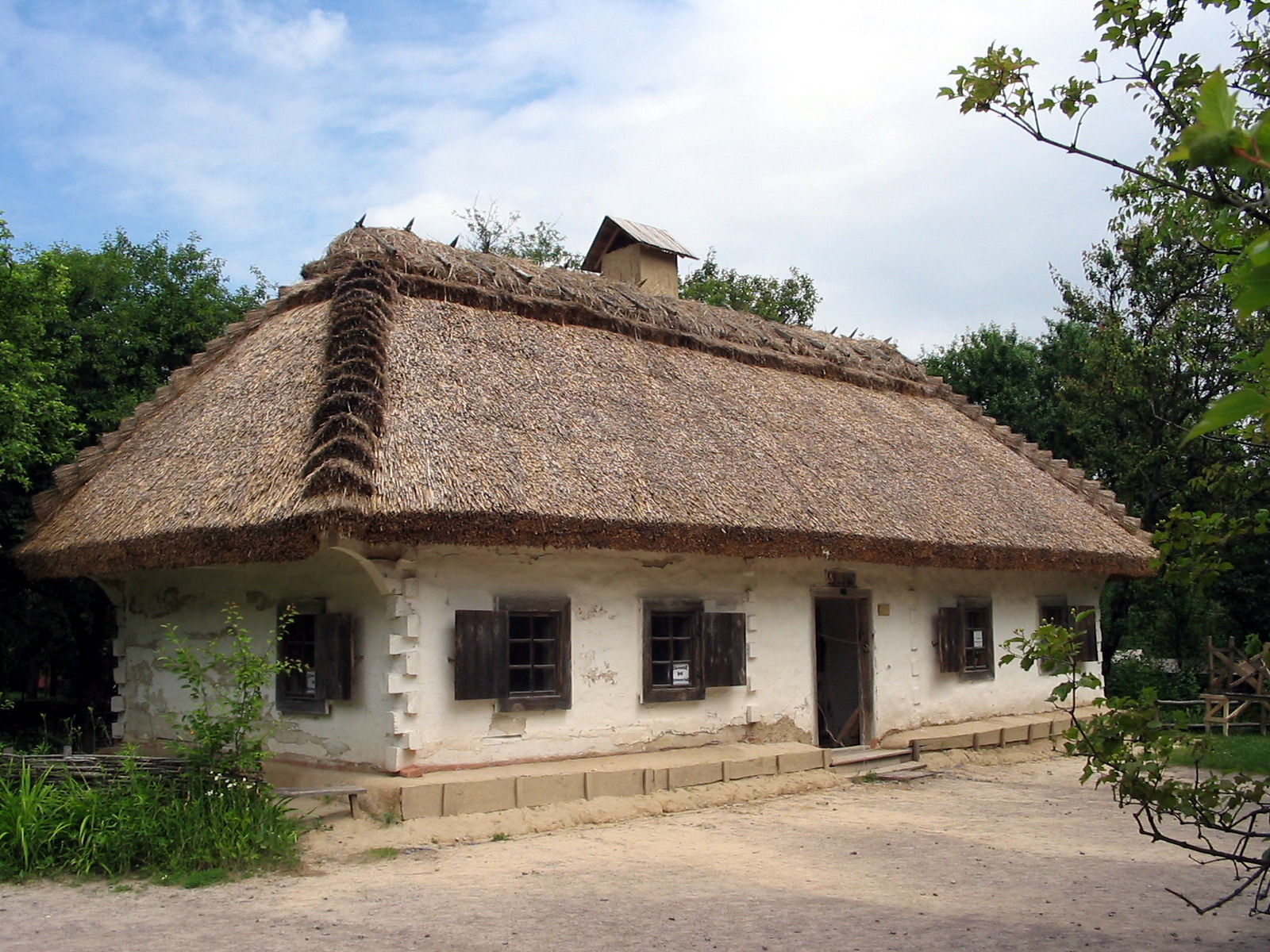
Casa tradicional de Yasnozirya
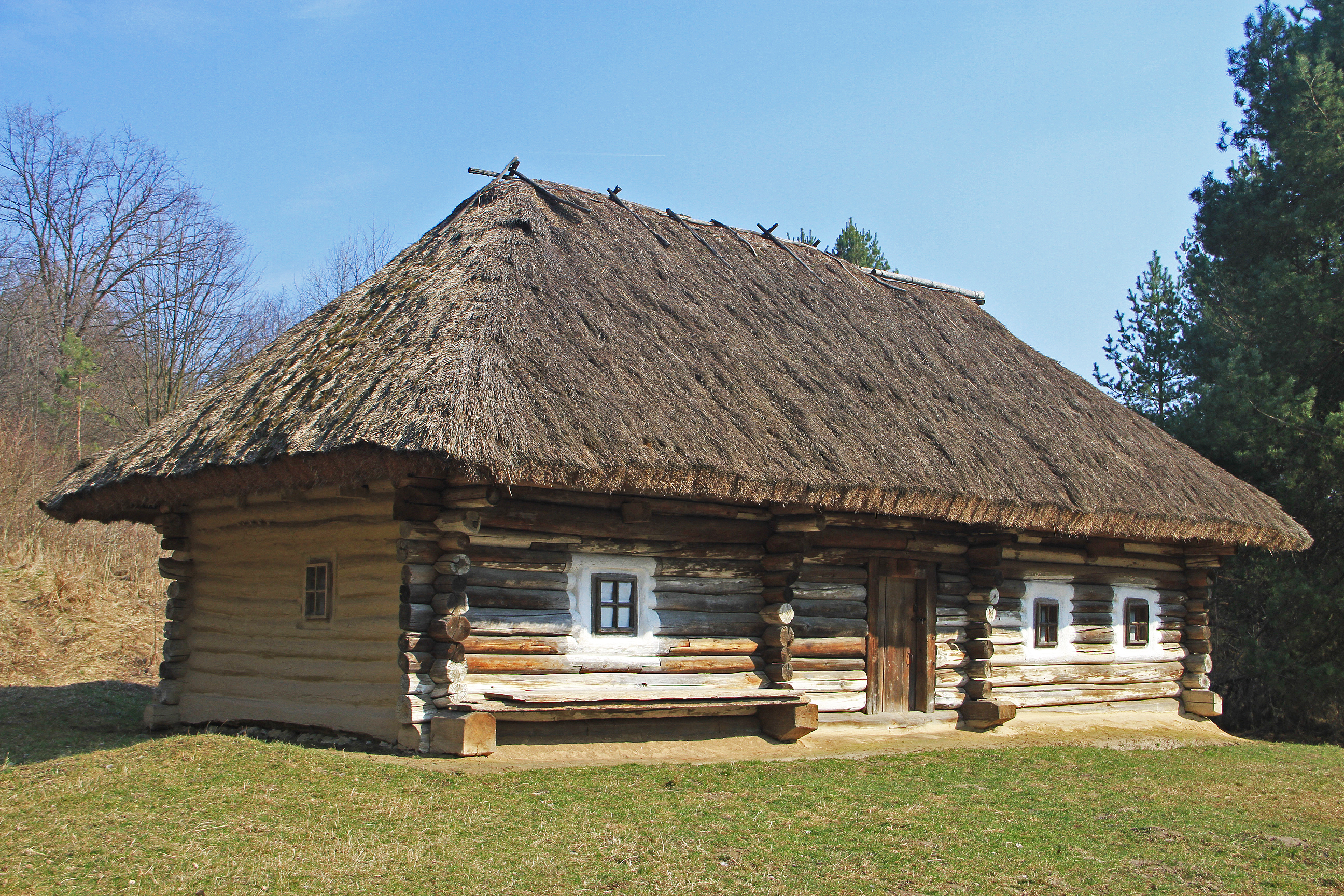
Casa tradicional de Korytne
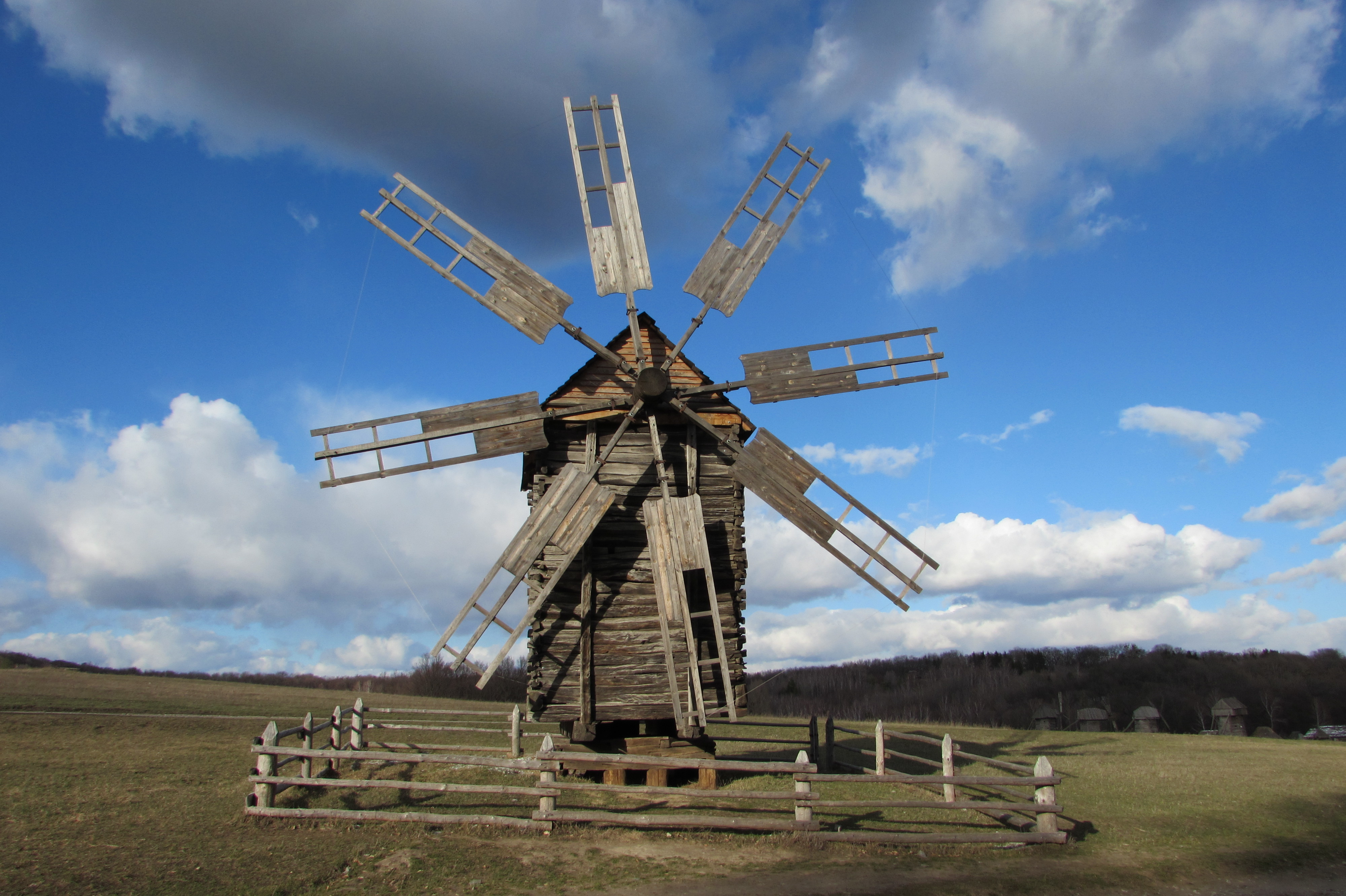
El molino de viento